# Széles Adrienn
Széles Adrienn (Salgótarján, 1985. június 6.–), vitiligo nagykövet. Magyarországon az első, aki médiaszerepléseivel felhívta erre a ritka bőrbetegségre a figyelmet.

## Élete
1 éves korában szüleivel Balassagyarmatra költöztek. Általános iskolai tanulmányait is itt kezdte meg a Kiss Árpád általános iskolában. 9 éves korában, szülei válása után, édesanyjával és nővérével Szegedre költöztek, ahol tanulmányait az Arany János Általános iskolában folytatta.
A gimnáziumi éveit a Szent-Györgyi Albert gimnázium és szakközépiskolában töltötte. Érettségi után Budapestre költözött, ahol jelenleg is él.

## Munkássága
Vitiligo kampányát 2015. június 25-én, a vitiligo világnapján indította, azzal a céllal, hogy megismertesse az emberekkel ezt a különleges bőrbetegséget, és jó példát mutasson sorstársainak. 
2 éves kampánytevékenysége alatt számos hazai tv műsornak adott interjút; szerepelt ismert újságok oldalain; mondta el történetét a hazai rádióknak; az ELLE magazin címlapján állt ki a szépség sokszínűsége mellett és publikus közösségi oldalán inspirálta követőit. 
A több mint 10 éve működő VITILIGO-HUNGARY KÖZÖSSÉG oszlopos tagja, és ma már a minden évben megrendezésre kerülő vitiligo találkozók egyik szervezője. 
Médiaszerepléseivel, megjelenéseivel, és bátorító posztjaival sikerült megismertetni betegségét a társadalommal, és egy könnyebb, élhetőbb utat mutatni az önelfogadással társainak, nem csak hazánkban. 2017 tavaszán Párizsban járt, a vitiligo konferencián, hogy megismerkedhessen az új kutatási eredményekkel, gyógyulási technikákkal; és képviselje a magyarországi érintetteket jelenlétével; majd 2017 őszén Londonban utazott, a Vitiligo Society konferenciájára, hogy közelebb kerüljön az egyes európai vitiligo csoportokhoz is, melyek esetlegesen jó példával szolgálhatnak hazánk számára is.

## Médiamegjelenései
- NLC: „A reklámfelületek feladata lehetne, hogy megmutassák ezt a sokszínűséget” – modellmunkák vitiligóval
- RTL Klub reggeli: Vitiligo: a titokzatos bőrbetegség nyomában
- RTL Fókusz: Lassan, de biztosan hódították meg a divat világát
- Nők Lapja: Ha a párducminta menő, miért ne lehetnénk foltosak?
- Glamour Magazin: A világnak a valódi nőkre van szüksége
- Életszépítők: „Nem a foltok ellenére, hanem a foltokkal együtt vagyok szép!” A vitiligós modell öt éve segít a sorstársainak. Interjú Széles Adriennel
- Marie Claire: „Nem a testemet akarom mutogatni, hanem elindítani egy diskurzust a vitiligóról”
- Glamour Magazin: Le a sztereoptípiákkal, mutasd meg magad! Több nő néz ki úgy, mint én
- RTL Klub Fókusz: Vitiligó? Mi ebben a furcsa?
- Karc Fm: https://m.mixcloud.com/karcfm/sp%C3%A1jz-2017-08-03-0900-1159-11/
- TV2: Különleges foltjaikkal hódítanak a vitiligós modellek
- Vous magazin: „Vadásztam az olyan történetekre, amikben az anyák egyetlen mellükből is tudták szoptatni a gyermeküket”
- TV2 Mokka: Nemhogy zavarja, egyenesen imádja bőrbetegségét a fiatal modell
- Blikk: Erőt akar adni sorstársainak a gyönyörű bőrbeteg modell, Adrienn
- Esély magazinműsor: https://nava.hu/id/2358746/
- Tv2 Aktív: Példát mutat társainak a pigmenthiányosok magyar arca
- Tv2 Mokka: Traumától lett foltos a bőre
- Borsonline: Sokktól lett foltos Adrienn teste
- RTL Klub Fókusz: Mit keres nyolc nő fekete fehérneműben a Hősök terén?
- Life.hu: Élet súlyos bőrhibával: „Halálosan jól érzem magam így”
- NLC: A vitiligo arcai: szeresd te is a foltjaidat!
- Vous magazin: Így változnak Széles Adrienn, a magyar vitiligós lány foltjai
- Vous magazin: Felemelő fotók: ilyen gyönyörű az élet vitiligósként
- RTL Klub Fókusz: Régebben átokként ma már áldásként tekintek a bőrömre
- RTL Klub Fókusz: Adrienn az előítéletek és a tudatlanság ellen küzd
- RTL Klub Reggeli: Egy titokzatos bőrbetegség a vitiligo
- RTL Klub Fókusz: Részt vettünk a vitiligo találkozón
- WMN.hu: "Ne bántsatok bennünket" – Élet egy nagyon feltűnő bőrbetegséggel
- NLCafe: Vitiligo bőrbetegség
- Rúzs és Selyem: Rúzs és Selyem
- NLCafe: "Az osztálytársaim azt játszották, hogy minden amihez hozzáérek, rohadni kezd"
- RTL Klub Portré: RTL Klub Portré Archiválva 2017. augusztus 21-i dátummal a Wayback Machine-ben
- Rádió Bézs: Vitiligo Riport
- Ridikül: Ridikül
- Vous.hu: „Büszke vagyok rád, Bocikám!”
- Esély magazin: Esély Magazin
- Ripost: Gyönyörű fotóival segít a ritka bőrbetegségben szenvedő magyar lány
- NLCfe: Magyar nők akiktől nagy leckét kaptunk idén
- Család-barát: Család-barát
- Cabala: Különleges küldetés – Interjú Széles Adrienn-nel
- Clinique döntőlépés: Clinique döntőlépés
- Glamour online: Évekig marcangolta magát, ma ő segít másokon. Interjú a vitiligos modellel.
- Nesze!szer: A lány a foltok mögött
- Vous.hu: Széles Adrienn őszintén mesélt foltjairól – ilyen egy vitiligotalálkozó
- FEM3, Joshi Bharat: A vitiligos lány ma már szereti a foltjait
- Sportime: Egy kemény, erős, nagyon harcias lányt faragott belőlem ez a pár év
- Glamour Gardrób-napló: Így indulnak a dolgos hétköznapok
- Blikk: Erőt akar adni a srostársainak a gyönyörű bőrbeteg modell
- She.hu: Vitiligo: Foltos vagyok és boldog!
- RTL Klub Fókusz: Sikertörténet: Büszkék lehetünk a vitiligo nagykövetére
- KULT.er.hu: A szépség sokszínűségéért kampányol az ELLE
- Rúzs és Selyem: Rúzs és Selyem második interjú
- TV2 Mokka: Nemhogy zavarja, de egyenesen imádja bőrbetegségét a fiatal modell
- RTL Klub Fókusz: Vitiligo! Mi ebben a furcsa?
- Vous: „Azt gondoltam, hogy az intim területeimen is előforduló foltok szégyellni valóak” – Széles Adrienn utolsó kampánya
- Nesze!szer: Vitiligo-s lányok fehérneműben
- Joy: Fantasztikus, szexi képeket készített Széles Adrienn, a vitiligos szépség
- RTL Klub: Vitiligo: a titokzatos bőrbetegség nyomában
- Családbarát magazin: https://mediaklikk.hu/csaladbarat-extravideok/video/2019/04/29/vitiligo-egy-titokzatos-borbetegseg/ [halott link]
- Voilamode Blog: MutasdMeg magad! - Új kampányt indít a Dove
- Femina: Nemcsak kívül, belül is szép a sokat csúfolt magyar lány: Széles Adrienn gyönyörű fotóival segít másokon